# Ли Вэньлун
Ли Вэньлун (кит. трад. 李文龍, англ. Li Wenlong; род. 2 апреля 2001 или 4 февраля 2001, Фушунь, Ляонин) — китайский шорт-трекист. Серебряный призёр Олимпийских игр 2022 года. Обучается на факультете физического воспитания Пекинского университета.

## Биография
Ли Вэньлун родился в семье отца Ли Юкуна и матери Чжан Вэй, которые занимались небольшим бизнесом, и у них не было много времени, чтобы заботиться о детях. Вэньлун с 1-го класса начальной школы ездил в школу на автобусе и из школы один. В детстве он был худее своих сверстников, поэтому начал заниматься катанием на роликах, чтобы укрепить свое телосложение. Вскоре Вэньлун проявил свой талант к катанию на коньках. Зимой река в его родном городе начала замерзать и он впервые скользнул по настоящему льду.
Он занялся шорт-треком в возрасте 11 лет, когда в 2012 году переехал в Циндао, чтобы попрактиковаться в шорт-треке, обучаясь у Ян Чжанью и Лю Сяоин. В 2016 году 14-летний Ли Вэньлун вошел во вторую команду национальной сборной Китая по шорт-треку, а через год официально вошел в национальную сборную. В марте 2017 года он завоевал серебряную медаль в беге на 1500 м среди юниоров на чемпионате Китая, а в октябре в финале на 1500 м во взрослой группе Национальной лиги завоевал серебряную медаль со временем 2:22,807 сек.
На Кубке мира в сезоне 2018-2019 годов в Солт-Лейк-Сити Ли Вэньлун занял 2-е место в мужской эстафете. В ноябре 2018 года в финале Элитной лиги в Харбине на дистанции 1000 м он завоевал серебряную медаль со временем 1:32,127 сек. В декабре занял 2-е место в финале на 1500 м на этапе в Циндао Элитной лиги. В январе 2019 года на юниорском чемпионате мира в Монреале Вэньлун и его товарищи по команде побили мировой юниорский рекорд, завоевав золотую медаль в эстафете.
В августе 2019 он завоевал 2 золотые медали и 1 бронзовую медаль на 2-х Национальных юношеских играх, проходивших в Чжэндине, и получил награду за личную спортивную этику. В декабре в финале на 1500 метров на национальном чемпионате 2020/21 годов Ли завоевал золотую медаль с результатом 2:33,261 сек. 31 октября 2021 года в финале мужской эстафеты на Кубке мира FIS сезона 2021/22 годов в Японии китайская команда в составе которой был Вэньлун заняла 2-е место. 
10 января 2022 года на Национальном отборочном чемпионате занял 2-е место в беге на 500 метров, а 13 января занял 1-е место в мужской гонке по очкам и квалифицировался на зимние Олимпийские игры в Пекине. 27 января Ли Вэньлун был выбран представителем китайской спортивной делегации на зимних Олимпийских играх в Пекине. 
7 февраля 2022 года он занял 2-е место в финале зимних Олимпийских игр в Пекине на дистанции 1000 метров, пробежав за 1:29,917 секунды. Это также была первая медаль, завоеванная спортсменом из Шаньдуна в истории зимних Олимпийских игр.

## Награды
- 2018 год - назван Элитным спортсменом национального класса.